# Erinnyis conformis
Erinnyis conformis är en fjärilsart som beskrevs av Rothschild och Jordan 1903. Erinnyis conformis ingår i släktet Erinnyis och familjen svärmare. Inga underarter finns listade i Catalogue of Life.